# Tillandsia racinae
Tillandsia racinae är en gräsväxtart som beskrevs av Lyman Bradford Smith. Tillandsia racinae ingår i släktet Tillandsia och familjen Bromeliaceae. Inga underarter finns listade i Catalogue of Life.